# Peckoltia
Peckoltia is een geslacht van straalvinnige vissen uit de familie van de harnasmeervallen (Loricariidae).

## Soorten
- Peckoltia bachi (Boulenger, 1898)
- Peckoltia braueri (Eigenmann, 1912)
- Peckoltia brevis (La Monte, 1935)
- Peckoltia caenosa Armbruster, 2008
- Peckoltia capitulata Fisch-Muller & Covain, 2012
- Peckoltia cavatica Armbruster & Werneke, 2005
- Peckoltia compta De Oliveira, Zuanon, Rapp Py-Daniel & Rocha, 2010
- Peckoltia furcata (Fowler, 1940)
- Peckoltia lineola Armbruster, 2008
- Peckoltia multispinis (Holly, 1929)
- Peckoltia oligospila (Günther, 1864)
- Peckoltia otali Fisch-Muller & Covain, 2012
- Peckoltia simulata Fisch-Muller & Covain, 2012
- Peckoltia vermiculata (Steindachner, 1908)
- Peckoltia vittata (Steindachner, 1881)